# توربان یوهانسن
توربان یوهانسن (آلمانی: Torben Johannesen؛ زادهٔ ۲۱ سپتامبر ۱۹۹۴) قایقران روئینگ اهل آلمان است.
وی در مسابقات کشوری و بین‌المللی در مجموع برندهٔ ۶ مدال طلا شده‌است.